# Vrbovka kopinatá
Vrbovka kopinatá (Epilobium lanceolatum) je druh rostliny z čeledi pupalkovité (Onagraceae).

## Popis
Jedná se o vytrvalou rostlinu dosahující výšky nejčastěji 20–60 cm. Oddenky jsou poměrně krátké, po odkvětu se vytváří nadzemní výběžky, které se později prodlužují a vznikají listové růžice. Lodyha je většinou jednoduchá nebo chudě větvená, přitiskle kadeřavě pýřitá, našedle zelená, často i načervenalá. Dolní a někdy i střední listy jsou vstřícné, horní pak střídavé, krátce řapíkaté. Čepele jsou nejčastěji podlouhlé až podlouhle kopinaté, šedavé nebo nasivělé, asi 3–7 cm dlouhé a 0,8–1,5 cm široké, v dolní části celokrajné, jinak jemně zubaté, na každé straně se 7–15 zuby. Květy jsou uspořádány v květenstvích, vrcholových hroznech a vyrůstají z paždí listenu. Květy jsou čtyřčetné, kališní lístky jsou 4, nejčastěji 4–5 mm dlouhé. Korunní lístky jsou taky 4, jsou nejčastěji 6–9 mm dlouhé, na vrcholu mělce vykrojené, bělavé, později růžové barvy. Ve střední Evropě kvete nejčastěji v červnu až v srpnu. Tyčinek je 8 ve 2 kruzích. Semeník se skládá ze 4 plodolistů, je spodní, čnělka je přímá, blizna je čtyřlaločná. Plodem je asi 6−7 cm dlouhá tobolka, je přitisle pýřitá, v obrysu čárkovitého tvaru, čtyřhranná a čtyřpouzdrá, otvírá se 4 chlopněmi, obsahuje mnoho semen. Hypanthia, tobolky a často i květenství jsou žláznaté. Semena jsou cca 1–1,3 mm dlouhá, na vrcholu s chmýrem a osemení je hustě papilnaté. Počet chromozómů je 2n=18 nebo 36.

## Rozšíření ve světě
Vrbovka kopinatá je rozšířena hlavně v jižní a jihozápadní Evropě, také roste v západní Evropě na sever až po jižní Anglii. Přesahuje do severní Afriky a známá je i z Kavkazu.

## Rozšíření v Česku
V ČR rostla kdysi velmi vzácně na jižní Moravě, v okolí Brna a v Praze Dlouho byla vedena jako nezvěstný druh flóry ČR, kategorie A2. V roce 2016 byla znovu nalezena v údolí Oslavy u Ketkovic.